# Cambio climático en Paraguay
El cambio climático sitúa al Paraguay entre los países más vulnerables al cambio climático, y ciertas regiones del país están más expuestas que otras a las consecuencias, por lo que son propensas a sufrir mayores daños. Esta vulnerabilidad responde a la deforestación masiva que ubica al país como uno de los más grandes destructores de bosques a nivel regional, la debilidad de los entes estatales, el poco control y monitoreo, la degradación de los suelos por el cambio radical del uso de la tierra, y la pobreza extrema. El alto índice de deforestación está fuertemente relacionado con distintas alteraciones microclimáticas que se desarrollan a nivel local: la modificación del balance hidrológico que ocasiona la alteración de las lluvias, ligada a su vez al aumento de la sensación térmica y alteración de los vientos, asimismo del aumento del riesgo de erosión y la desertificación.

## Emisiones de gases de efecto invernadero
El Paraguay presenta una participación mínima en las emisiones de gases de efecto invernadero a nivel global, de hecho, está ubicado en la posición 162 entre los países emisores de estos gases.

### Sector Agricultura y ganadería
En los años 2014 y 2015, el sector Agricultura y Ganadería aportó el mayor porcentaje de emisiones en el país, con 27.132,68 kt CO2-eq., de los cuales, el 66,23% correspondió al gas metano.
La rápida expansión del cultivo de soja en la Región Oriental del país, a partir de los años 60, se ha convertido en una de las causas directas de la deforestación en la región. Un informe del Instituto Ambiental de Estocolmo señaló que el Paraguay presenta un riesgo de deforestación de 734 hectáreas por cada 1000 toneladas de carne vacuna exportada, lo que afirmó que la industria ganadera paraguaya está impulsando la peor deforestación que se haya visto en el mundo.

### Sector Energía
Para el año 2015, el sector Energía registró emisiones de 6.170,74 Kt CO2 eq., y la principal contribución fue por parte del sector transporte, que representó el 88,33% del total de emisiones del sector.
A pesar de la alta disponibilidad de energía hidroeléctrica, el consumo final de la misma ocupó apenas el 16% del uso total de energéticos a nivel nacional, debido a que la mayor parte se exporta, dando como consecuencia la dependencia de importación de combustibles fósiles.

## Impactos en el ambiente
Se tiende a producir la desaparición de los bosques nativos de la cuenca Atlántica, teniendo como efectos la erosión hídrica y el aumento de la escorrentía o escurrimiento de aguas, el aumento de la evaporación, el calentamiento de llossuelos y la disminución de la infiltración del agua de lluvia y del consecuente almacenaje de agua en el suelo.

## Adaptación
Paraguay publicó su Plan Nacional de Adaptación al Cambio Climático en 2017. El objetivo del plan es:

Constituirse en un instrumento articulador de la política pública paraguaya en el ámbito de la adaptación al cambio climático, la cual tiene el propósito de incorporar acciones de adaptación y gestión y reducción de riesgos para alcanzar un desarrollo integral y sostenible a través de planes sectoriales y locales de adaptación.

El plan analiza las necesidades y opciones de adaptación de cinco sectores:
- producción agropecuaria y seguridad alimentaria;
- recursos hídricos;
- salud y epidemiología;
- infraestructura, transporte y energía;
- ambiente, bosques y ecosistemas.

El país esta elaborando una política nacional para cumplimentar lo acordado en la Convención Marco de Naciones Unidas sobre cambio climático y cuenta con un Programa Nacional de Cambio Climático instrumentado por un decreto presidencial. También se encuentra tomando acción para disminuir sus emisiones de gases de efecto invernadero, conservando las áreas forestales y la biodiversidad de la región.
El país cuenta con una gran cantidad de estudios relacionados al cambio climático e impactos en diversos sectores, estudios de vulnerabilidad y mitigación, medidas de adaptación e inclusive recomendaciones de políticas públicas; sin embargo, existe un bajo acceso a la información para dar seguimiento a los mismos o profundizar estudios de investigación, teniendo como consecuencia la duplicación de información, asociada a la vez con pérdida de recursos, dinero y tiempo.